# She's So Lovely
Pour plus de détails, voir Fiche technique et Distribution.
She's So Lovely est un film américain réalisé par Nick Cassavetes, sorti en 1997.

## Synopsis
Maureen et Eddie forment un couple turbulent, vivant passionnément leur histoire amoureuse, mais Eddie a tendance à boire plus que de raison. Alors que Maureen est enceinte, elle subit les avances d'un voisin brutal, qu'Eddie frappe à son retour à la maison. Il est alors interné en hôpital psychiatrique, pour une durée de 10 ans. Lorsqu'il est libéré, Maureen est remariée avec Joey, avec lequel elle a deux autres enfants - en plus de la fille d'Eddie. La passion revient tout de même entre Eddie et Maureen, mettant à mal tout le reste.

## Fiche technique
- Titre : She's So Lovely
- Titre original : She's So Lovely
- Réalisation : Nick Cassavetes
- Scénario : John Cassavetes
- Production : René Cleitman, Avram Butch Kaplan, Bernard Bouix, Gérard Depardieu, Sean Penn et John Travolta
- Budget : 18 millions de dollars (13,66 millions d'euros)
- Musique : Joseph Vitarelli
- Photographie : Thierry Arbogast
- Montage : Petra von Oelffen
- Décors : David Wasco
- Costumes : Beatrix Aruna Pasztor
- Pays de production :  États-Unis,  France
- Genre : drame, romance
- Durée : 92 minutes
- Dates de sortie : 
  - France : 15 mai 1997 (festival de Cannes)
  - France : 20 août 1997
  - États-Unis : 27 août 1997

## Distribution
- Sean Penn (VF : Emmanuel Karsen) : Eddie Quinn
- Robin Wright (VF : Michèle Buzynski): Maureen Murphy Quinn
- John Travolta (VF : Renaud Marx) : Joey
- Harry Dean Stanton (VF : Bernard Tiphaine) : Tony 'Shorty' Russo
- James Gandolfini (VF : Vincent Grass) : Kiefer
- Susan Traylor : Lucinda
- Debi Mazar : Georgie
- Bobby Cooper : Cooper
- John Marshall Jones : Leonard
- Chloe Webb : Nancy Swearingen
- James Soravilla : Avi
- Gena Rowlands : Jane Green
- Talia Shire : la propriétaire du restaurant

## Production
John Cassavetes avait écrit le scénario peu avant sa mort pour Sean Penn. C'est finalement son fils Nick Cassavetes qui le réalise et dirige l'acteur.

## Bande originale
- It's Oh So Quiet, interprété par Björk
- Get Up & Get Down, interprété par The Dramatics
- Hollywood Liar, interprété par Grace Jones
- I'm Not Perfect (But I'm Perfect for You), interprété par Grace Jones
- Party Girl, interprété par Grace Jones
- Rockin' Chair, interprété par Gwen McCrae
- Somebody's Gettin' It, interprété par Johnnie Taylor
- That's the Way (I Like It), interprété par KC and the Sunshine Band
- It's De Lovely, interprété par Psychotic Aztec
- The Toughest Whore in Babylon, interprété par David Baerwald
- Semi-Charmed Life, interprété par Third Eye Blind

## Distinctions
- Prix d'interprétation masculine pour Sean Penn et Grand prix de la commission supérieure technique pour Thierry Arbogast, lors du Festival de Cannes 1997.